# Termonatrite
La termonatrite (simbolo IMA: Tnat) è un minerale raro della classe dei minerali "carbonati (e simili)" con la composizione Na2[CO3] • H2O.
Chimicamente parlando, è un carbonato di sodio contenente acqua.

## Etimologia e storia
La termonatrite fu nominata nel 1845 da Wilhelm Karl Ritter von Haidinger, che si riferì al minerale usando la parola greca θερμός ('thermós', caldo) e usando il nome del minerale correlato carbonato di sodio o il composto chimico bicarbonato di sodio in allusione alla sua origine come "bicarbonato di sodio essiccato dal calore".
La sua formula chimica è stata determinata già nel 1936 e ridefinita tramite la diffrazione dei raggi X nel 1970.

## Classificazione
Nell'ormai obsoleta, ma ancora in uso, 8ª edizione della sistematica minerale di Strunz, la termonatrite apparteneva alla classe dei minerali comuni di "carbonati, nitrati e borati" e quindi alla sottoclasse dei "carbonati acquosi senza anioni estranei", dove formava un gruppo indipendente V/D.02.
La 9ª edizione della sistematica minerale di Strunz, valida dal 2001 e utilizzata dall'Associazione Mineralogica Internazionale (IMA), classifica la termonatrite nella nuova classe di "carbonati e nitrati" (i borati formano ora una classe separata). Lì appartiene ancora al dipartimento "5.C Carbonati senza anioni aggiuntivi, con H2O". Tuttavia, questo dipartimento è suddiviso in modo ancora più preciso in base alla dimensione dei cationi coinvolti, in modo che il minerale possa essere trovato nella suddivisione "5.CB Con cationi di grande dimensione (carbonati di metalli alcalini e alcalino terrosi)" in base alla sua composizione, dove è l'unico membro a formare il gruppo senza nome 5.CB.05.
La sistematica dei minerali secondo Dana, che viene utilizzata principalmente nel mondo anglosassone, classifica la termonatrite, come il vecchio sistema di Strunz, nella classe comune di "carbonati, nitrati e borati", ma lì nella sottoclasse dei "carbonati contenenti acqua". Qui è l'unico membro del gruppo senza nome 15.01.01 all'interno della suddivisione di "A+(XO3) • x(H2O)".

## Abito cristallino
La termonatrite cristallizza nel sistema ortorombico nel gruppo spaziale Pca21 (gruppo nº 29) con i parametri reticolari a = 10,72 Å, b = 5,26 Å e c = 6,47 Å oltre a 4 unità di formula per cella unitaria.

## Proprietà
Poiché da un lato la termonatrite è facilmente solubile in acqua, ma dall'altro si disidrata facilmente nell'aria, deve essere conservata protetta come campione minerale in un contenitore ermetico.

## Origine e giacitura
La termonatrite si forma solitamente sul fondo dei laghi salati e nei depositi evaporitici, raramente anche sulle fumarole vulcaniche e nelle vene idrotermali delle carbonatiti correlate. I minerali di accompagnamento includono halite, carbonato di sodio e trona.
In totale, la termonatrite è stata rilevata finora in circa 50 siti. In Austria, il minerale è stato trovato nella Gratlspitze tirolese e in Svizzera è venuto alla luce nelle miniere di sale vicino a Bex, nel Canton Vaud.
Altri siti sono il Wadi El-Natrun in Egitto; il Cantone di San Juan (provincia di Nor Lípez) e Laguna Kollpa (provincia di Sud Lípez) in Bolivia; Damxung e la Mongolia Interna in Cina; Narsaq in Groenlandia; Monte Saint-Hilaire (Collines Montérégiennes) in Canada; diverse località nella Grande pianura ungherese, Szeged e Debrecen in Ungheria; il Vesuvio in Italia; il lago Bogoria e il vulcano Suswa nella provincia della Rift Valley in Kenya; Lago Mandara nella regione libica del Fezzan; Antsirabe in Madagascar; Tolbačik nella Kamčatka, diverse località nella penisola di Kola e Verkhne-Chusovskie Gorodki negli Urali in Russia; il lago Natron in Tanzania e diversi laghi salati e miniere di sale negli stati americani di California, Michigan, Nevada, Nuovo Messico, Oregon, Utah e Stato di Washington.

### Produzione sintetica
La termonatrite può anche essere prodotta artificialmente con l'aiuto di una soluzione di bicarbonato di sodio saturata a 25°-37 °C, che viene raffreddata lentamente. Tuttavia, con una soluzione meno satura a una temperatura più bassa, si svilupperanno cristalli di carbonato di sodio.

## Forma in cui si presenta in natura
Si trova principalmente sotto forma di croste ed efflorescenze polverose bianche o giallo-grigiastre. Molto raramente, si sviluppa anche cristalli aghiformi da incolori a bianchi.